# كوليني الفعل

كاتيون N،N،N-ثلاثي ميثيل إيثانول أمونيوم، مع أنيون مقابل غير محدد X^{−}

أسيتيل كولين.

العوامل كولينية الفعل أو الكولينية (بالإنجليزية: Cholinergic)‏ هي مركبات تحاكي وظيفة الأسيتيل كولين و/أو بوتريل كولين. عموما، تصف كلمة «كولين» أملاح أمونيوم رابعية مختلفة تحتوي على كاتيون N،N،N-ثلاثي ميثيل، إيثانول أمونيوم، الذي يتواجد في معظم الأنسجة الحيوانية، الكولين هو مركب أساسي في الناقل العصبي أسيتيل كولين ويعمل مع إينوزيتول كمكونات أساسية في الليسيثين. يمنع الكولين ترسب الدهون في الكبد ويسهل حركتها إلى داخل الخلايا.
يُعتبر الجهاز العصبي اللاودي -الذي يستخدم الأستيل كولين بشكل شبه حصري لإرسال الرسائل- تقريبا كوليني الفعل بالكامل. المواصل العصبية العضلية، العصبونات السابقة للعقدة الخاصة بالجهاز العصبي الودي، مقدم الدماغ القاعدي وجذع الدماغ هي كولينية الفعل أيضا، وكذلك هي المستقبلات الموجودة على الغدد العرقية الفارزة.
في علم الأعصاب والعلوم ذات الصلة، يُستخدم مصطلح كوليني الفعل في هذه السياقات:
- تكون مادة (أو ربيطة) كولونية الفعل إذا كانت قادرة على إنتاج، تغيير، أو تحرير الأسيتيل كولين أو البوتريل كولين («تأثير غير مباشر»)، أو محاكاة تصرفهما في مستقبل واحد أو عدة مستقبلات أستيل كولين الخاصة بالجسم («تأثير مباشر») أو في مستقبلات البوتريل كولين المختلفة. تسمى مثل هذه المُحاكِيات بالأدوية محاكية اللاودي أو الأدوية محاكية الكولين.
- يكون المستقبل كوليني الفعل إذا كان يستخدم الأسيتيل كولين ناقِلًا عصبيًّا له.[3]
- يكون المشبك العصبي كوليني الفعل إذا كان يستخدم الأسيتيل كولين ناقِلًا عصبيًّا له.